# Большой Смердяч
Большой Смердяч — деревня в Кадуйском районе Вологодской области.
Входит в состав сельского поселения Семизерье (до 2015 года входила в Рукавицкое сельское поселение), с точки зрения административно-территориального деления — в Чупринский сельсовет.
Расстояние по автодороге до районного центра Кадуя — 7,5 км, до центра муниципального образования деревни Малая Рукавицкая — 5,6 км. Ближайшие населённые пункты — Малый Смердяч, Якимово, Чуприно.
По переписи 2002 года население — 20 человек (9 мужчин, 11 женщин). Всё население — русские.

## Интересные факты
Деревня Большой Смердяч неоднократно попадала в список самых смешных названий населённых пунктов России.